# أجنيشكا كوسيلا
أجنيشكا كوسيلا (بالبولندية: Agnieszka Kocela) مواليد 17 يناير 1988 في بولندا، هي لاعبة كرة يد بولندية تلعب كجناح أيسر. مثلت منتخب بولندا لكرة اليد للسيدات.

## سجل المنافسة
شاركت في البطولات التالية:
- بطولة العالم لكرة اليد للسيدات 2015
- بطولة أوروبا لكرة اليد للسيدات 2014
- بطولة أوروبا لكرة اليد للسيدات 2016

## روابط خارجية
- أجنيشكا كوسيلا على موقع الاتحاد الأوروبي لكرة اليد (الإنجليزية)